# Урочище Олень
Урочище Олень — ентомологічний заказник місцевого значення. Об'єкт розташований на території Запорізького району Запорізької області, Крутоярівське лісництво.
Площа — 10 га, статус отриманий у 1984 році.

## Природні особливості

### Раритетні види та угруповання рослин
На території ентомологічного заказника зростають 7 видів рослин, занесених до Червоної книги України (сон лучний, горицвіт волзький, брандушка різнокольорова, рястка Буше, астрагал понтійський, ковила волосиста і ковила Лессінга) та 6 видів, занесених до Червоного списку рослин Запорізької області (мигдаль степовий, астрагал пухнастоквітковий, барвінок трав'янистий, зірочки цибулиноносні, зірочки Пачоського, півники маленькі і проліска дволиста).
На території заказника виявлено 2 рослинних угруповання, які занесені до Зеленої книги України, зокрема формації мигдалю степового та ковили волосистої. 

### Раритетні види тварин
На території заказника зареєстровано 6 видів тварин, занесених до Червоної книги України (жук-олень, ксилокопа звичайна, подалірій (метелик),  ящірка зелена, полоз жовточеревий і сліпак подільський).

## Галерея

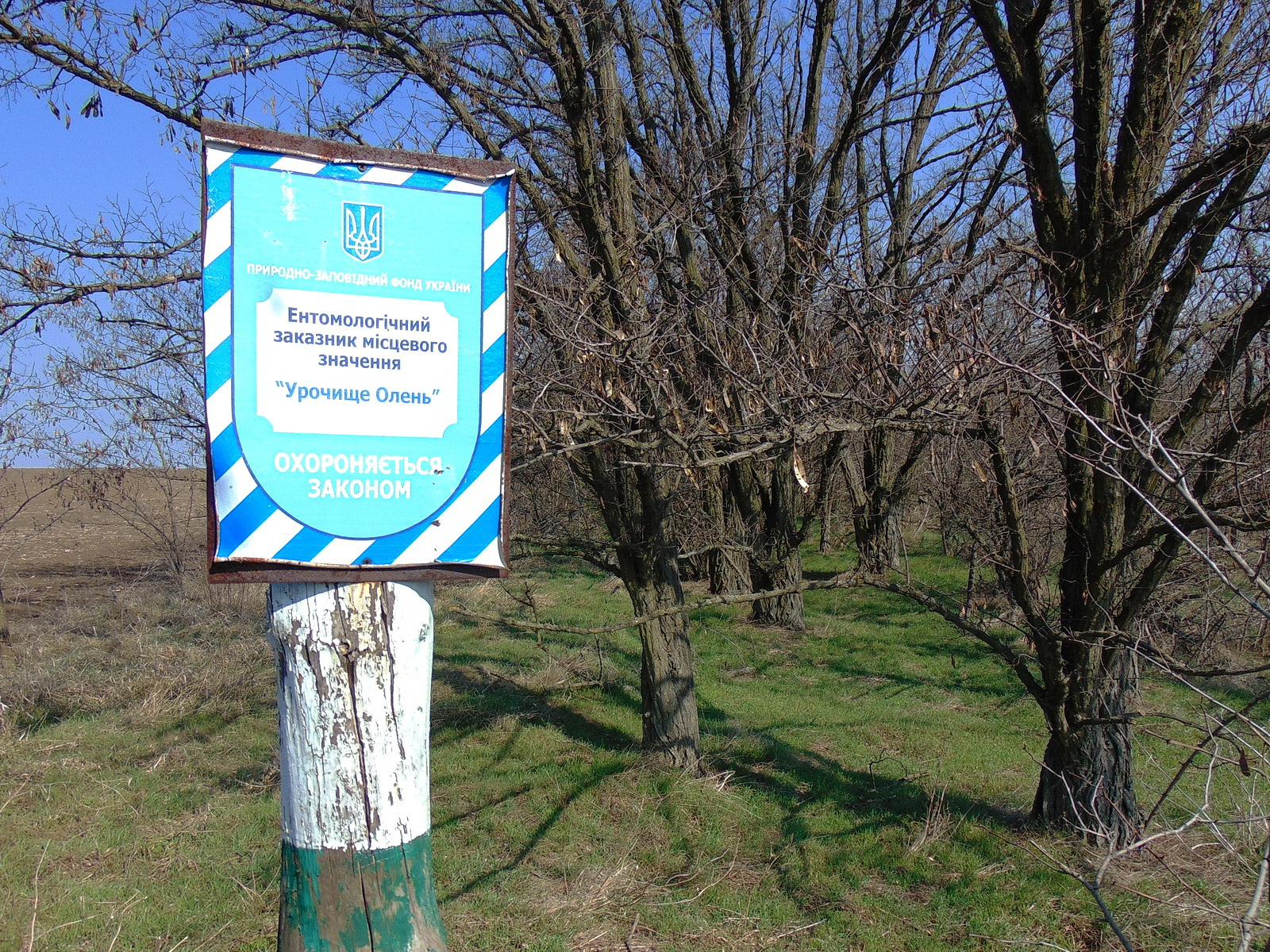
На межі заказника
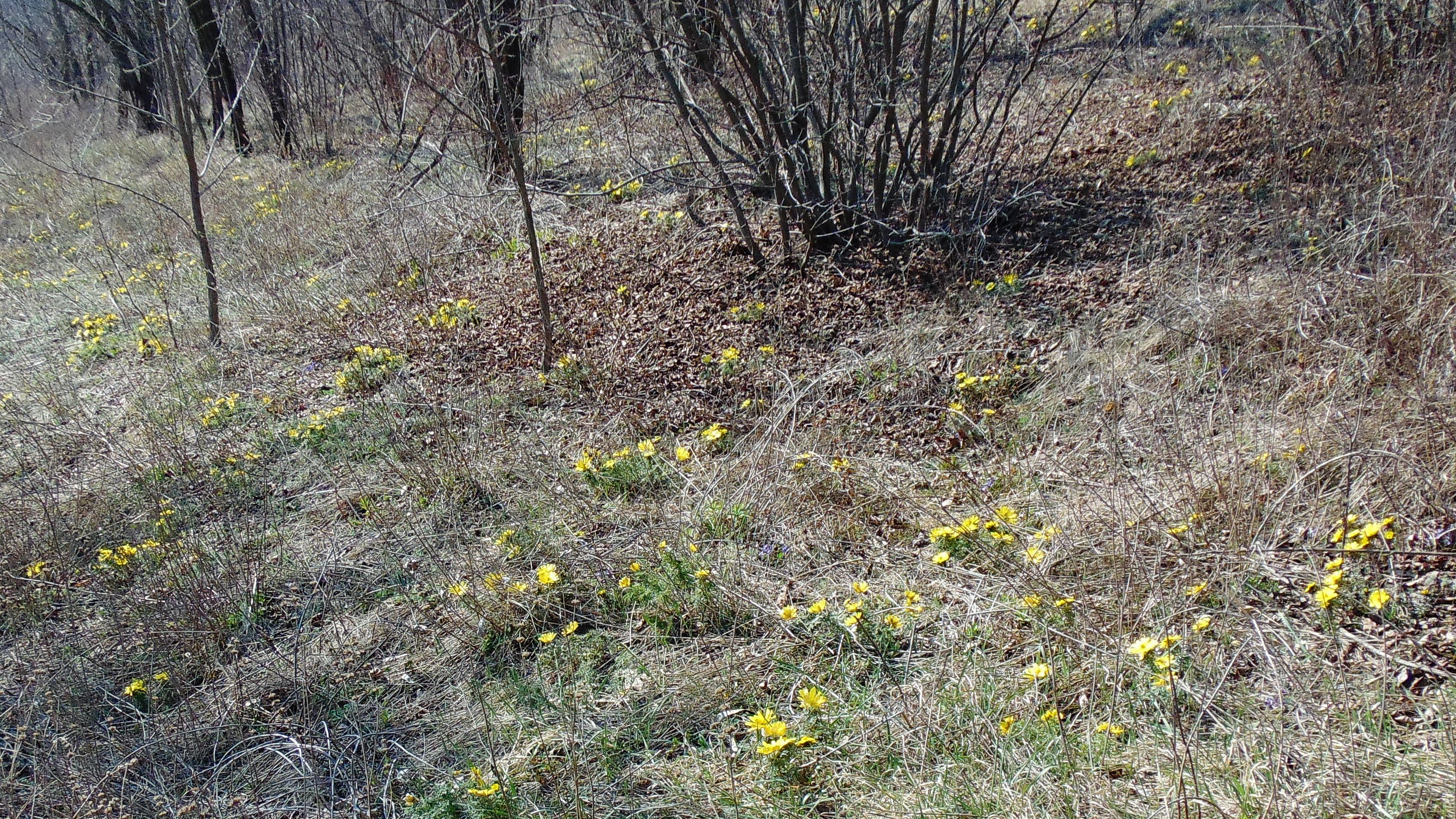
Ценопопуляція горицвіту волзького
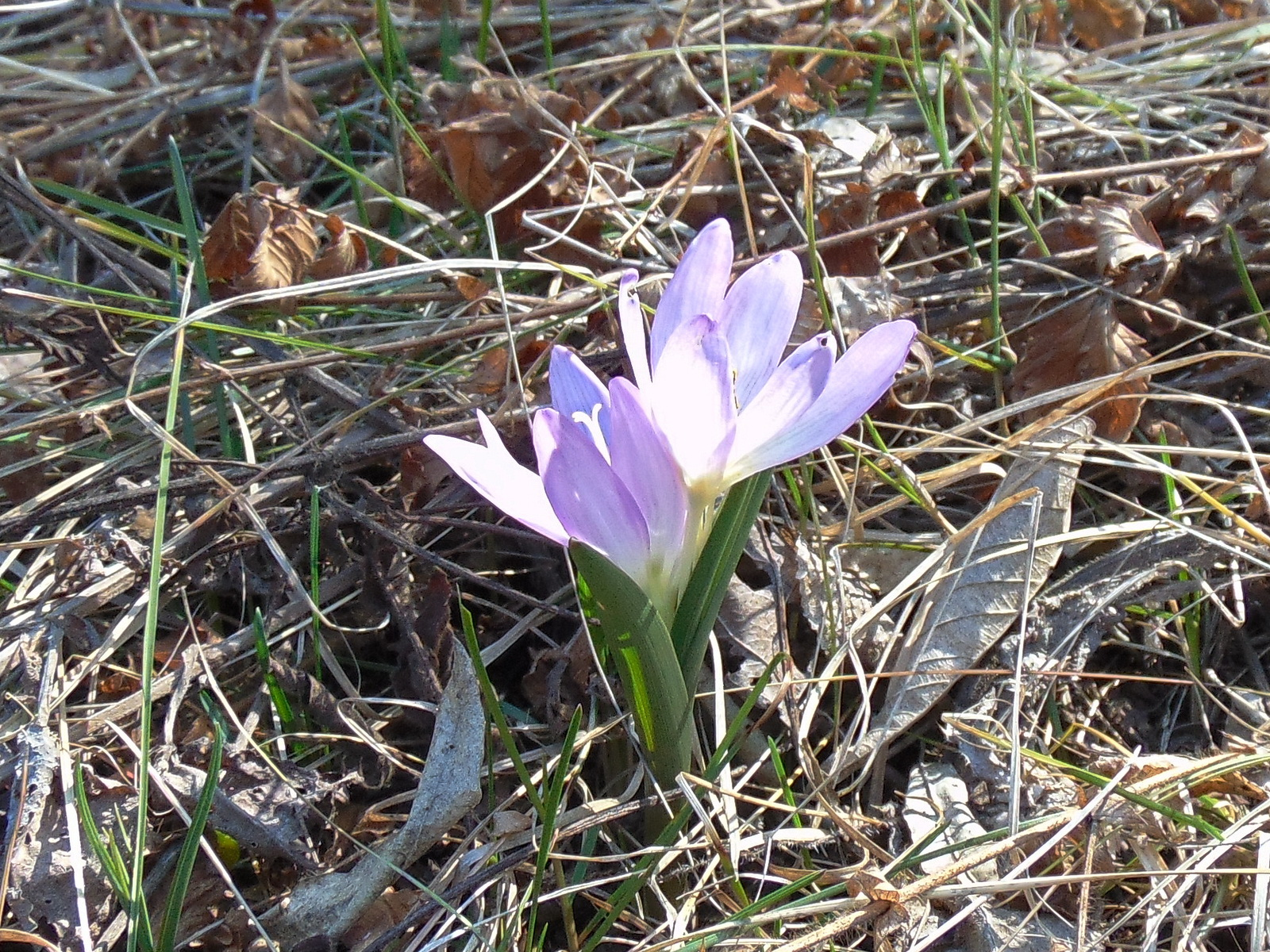
Брандушка різнокольорова
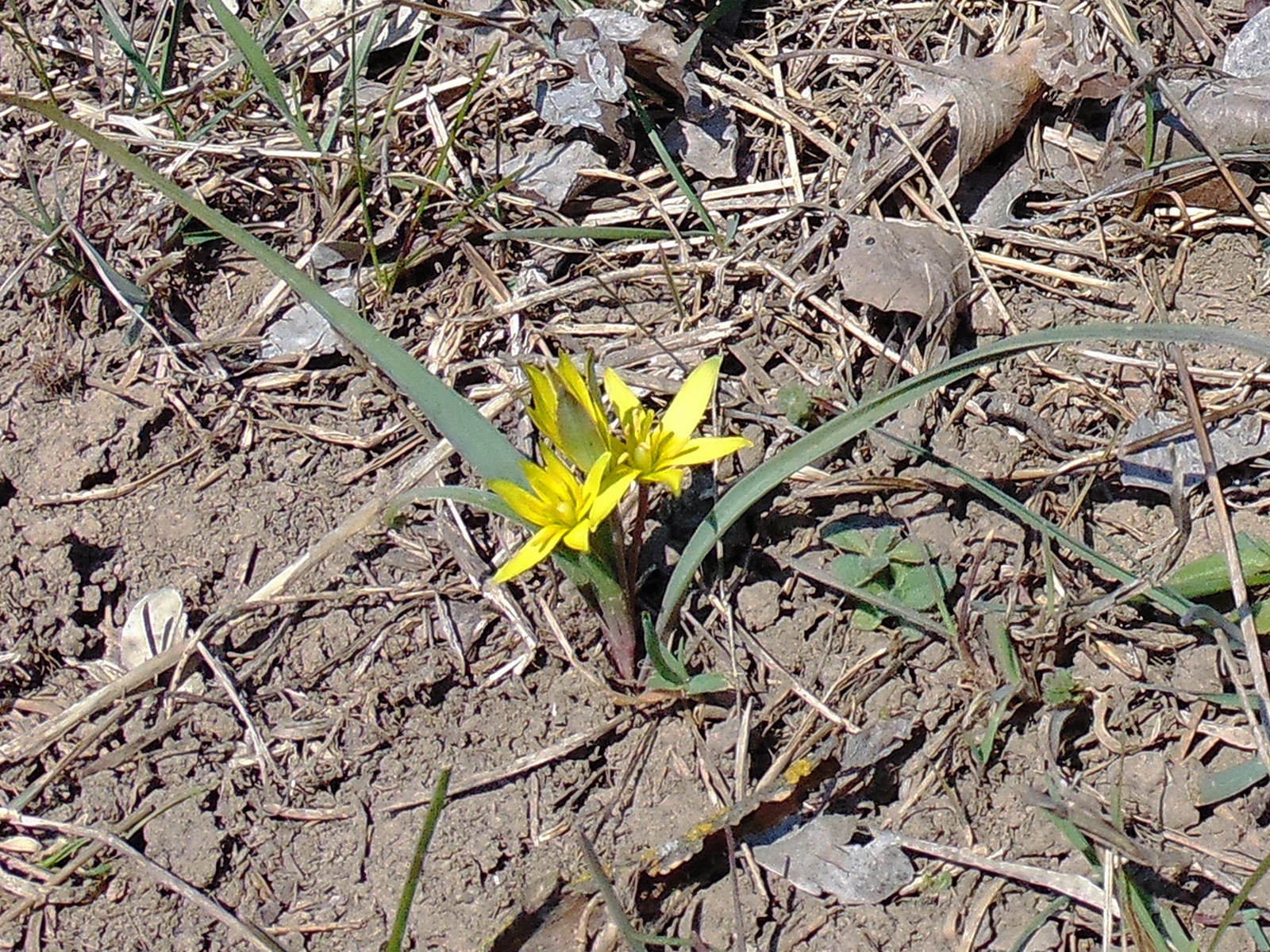
Зірочки Пачоського
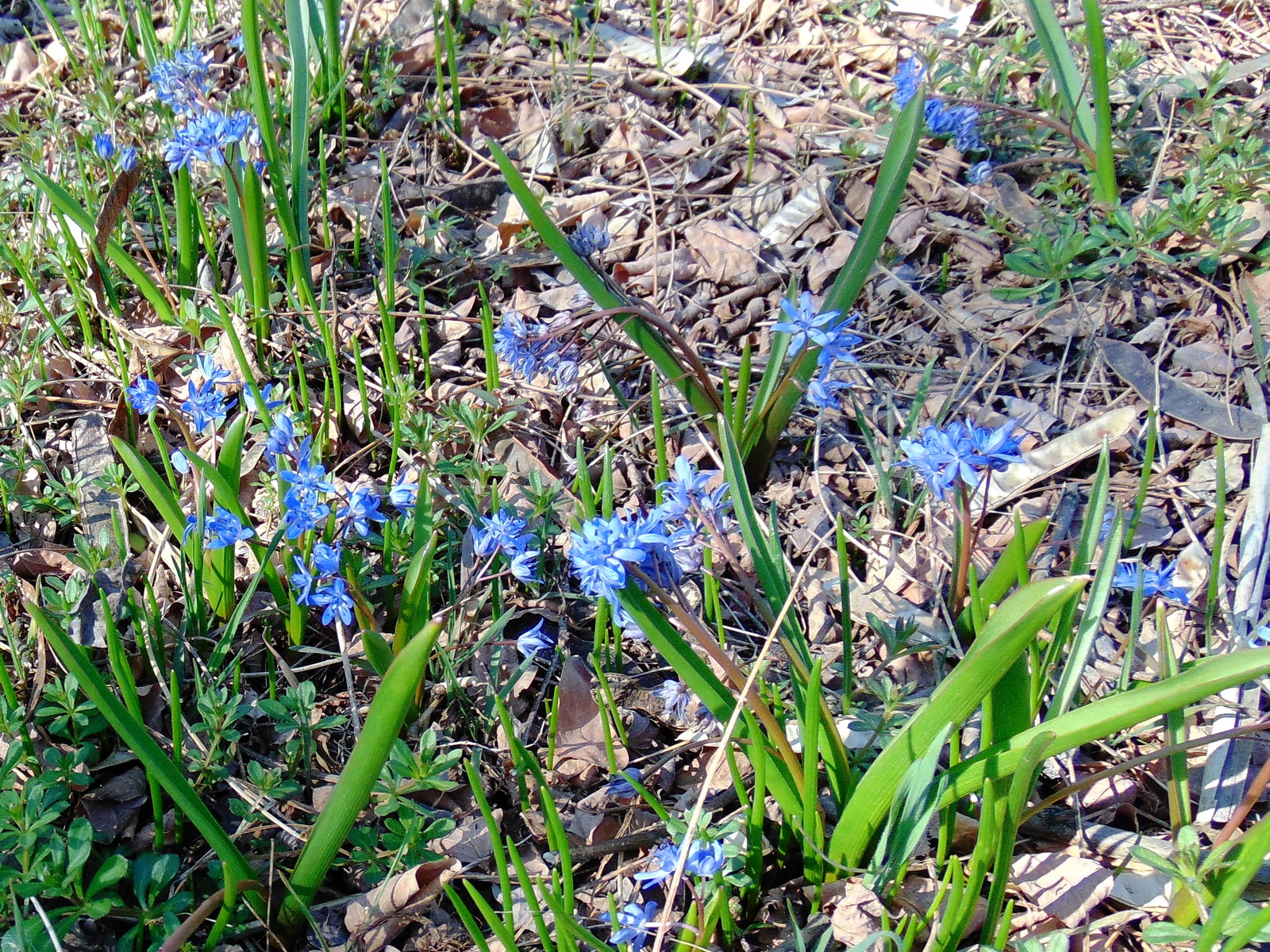
Проліски дволисті
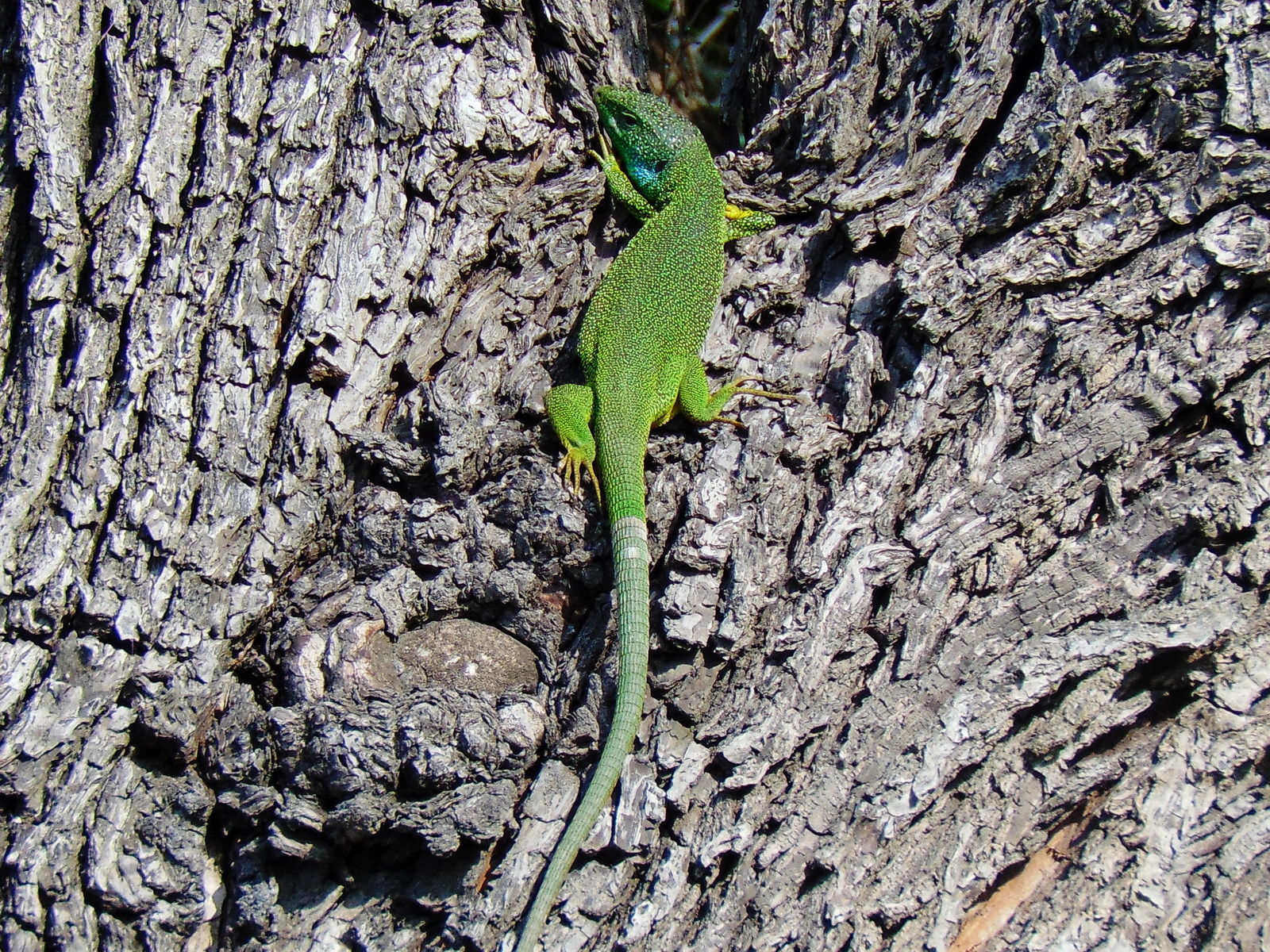
Ящірка зелена